# Sega System 32
La Sega System 32 es una videoconsola de arcade lanzada por Sega en 1991. Fue el primer sistema de arcade de 32-bits. Tiene un procesador RISC 32-bit a 16 MHz. Algunos títulos notables eran Golden Axe: The Revenge of Death Adder, Rad Mobile, OutRunners y SegaSonic the Hedgehog.
También existe otra versión del hardware, llamada System Multi 32. Este era similar al original, pero tenía doble monitor para cada juego.

## Características
- CPU Principal: NEC V60 32-bit RISC @ 16.107950 MHz (System 32), NEC V70 32-bit RISC @ 20 MHz (System Multi 32)
- Sonido: Zilog Z80 @ 8.053975 MHz
- Chip de Sonido: 2x Yamaha YM3438 @ 8.053975 MHz + Ricoh RF5c68 @ 12.5 MHz (System 32), Yamaha YM3438 @ 8.053975 MHz + Yamaha YMW-258-F @ 8.053975 MHz (System Multi 32)
- Resolución de Pantalla: 320 x 224
- Paleta: 16384 colores
- Media: ROM Board, CD-ROM (Soreike Kokorogy Vol. 1 y 2), Laserdisc (AS-1 Controller)

## Lista de Juegos

### Sega System 32
- Air Rescue (1992)
- Alien 3: The Gun (1993)
- Arabian Fight (1992)
- Burning Rival (1992)
- Dark Edge (1993)
- Dragon Ball Z V.R.V.S. (1994)
- F1 Exhaust Note (1991)
- F1 Super Lap (1993)
- Golden Axe: The Revenge of Death Adder (1992)
- Holosseum (1992)
- Jurassic Park (1993)
- Rad Mobile (1991)
- Rad Rally (1991)
- SegaSonic the Hedgehog (1992)
- Slipstream (1995)
- Soreike Kokorogy Vol. 1 (1993)
- Soreike Kokorogy Vol. 2 (1994)
- Spiderman the Videogame (1991)
- Super Visual Football / Super Visual Soccer / The J.League 1994 (1994)
- Tesou Uranai (1995)

### Sega System Multi 32
- AS-1 Controller (1993)
- Hard Dunk (1994)
- OutRunners (1992)
- Stadium Cross (1992)
- Title Fight (1992)